# هانا بینیشوویچ
هانا بینیشوویچ (لهستانی: Hanna Bieniuszewicz؛ زادهٔ ۹ سپتامبر ۱۹۵۵) بازیگر اهل لهستان است. وی دانش‌آموختهٔ آکادمی ملی هنرهای نمایشی الکساندر زلوروویچ در ورشو است.
از فیلم‌ها یا مجموعه‌های تلویزیونی که وی در آن‌ها نقش داشته‌است، می‌توان به پیمان ورشو، رانندگان جایگزین، اسمولنسک، قانون حقیقی، دوستان، طایفه، رنگ‌های خوشبختی، ع چون عشق، در خوشی و سختی، کارآگاهان جنایی، در خیابان سپولنی، خیابان فرعی ۴، سکسمیشن و استتار اشاره نمود.